# Гончаров Микола Кузьмич
Микола Кузьмич Гончаро́в (6 травня 1886, місто Москва, тепер Російська Федерація — червень 1970, місто Москва, тепер Російська Федерація) — радянський діяч, дипломат. Член Центральної контрольної комісії ВКП(б) у 1923—1924 і 1927—1930 роках, кандидат у члени Президії Центральної контрольної комісії ВКП(б) з 19 грудня 1927 по 26 червня 1930 року. Член ВЦВК.

## Життєпис
Народився в родині службовця. Закінчив міську початкову школу в Москві. З одинадцятирічного віку — учень у столярній майстерні. Потім працював хлопчиком у магазинах Москви. З 1903 року брав активну участь у діяльності революційної робітничої молоді Москви.
Член РСДРП з 1904 року, партійний псевдонім — Китаєць. Учасник першої російської революції 1905 року, брав участь в організації бойових дружин у Міуському підрайоні (Бутирках) Москви. У 1906 році — технічний секретар Московської військової організації РСДРП(б).
У 1906—1911 роках працював та займався партійно-революційною діяльністю у Твері, з 1911 по 1916 рік — у Москві. З 1914 року — голова Спілки службовців міста Москви.
У 1916 році заарештований і засланий до Саратова. Після Лютневої революції в березні 1917 року амністований, став одним з організаторів Саратовської ради робітничих і солдатських депутатів, брав участь у випуску більшовицької газети «Соціал-демократ».
У квітні 1917 року повернувся до Москви, був секретарем Симонівського районного комітету РСДРП(б) та головою управи Симонівського району. З жовтня 1917 року — комісар Московського військово-революційного комітету по Симонівського району, голова Симонівського районного революційного комітету. Учасник жовтневого перевороту 1917 року в Москві, командував червоногвардійським загоном під час штурму Кремля.
З квітня 1918 року — член президії виконавчого комітету Московської міської ради. У 1918 році — уповноважений Революційної військової ради Республіки в місті Вологді.
З вересня по грудень 1918 року — начальник політичного відділу штабу військ В'ятського району 6-ї армії РСЧА. З грудня 1918 року — начальник політичного відділу Північного фронту. З січня 1919 року — заступник члена Революційної військової ради Північного фронту.
6 квітня — 8 жовтня 1919 року — військовий комісар 26-ї стрілецької дивізії Східного фронту. Брав участь у захопленні Уфи, Златоустівській та Челябінській операціях. Один із організаторів радянських органів влади на Південному Уралі.
З 23 лютого по 26 березня 1920 року — член Революційної військової ради 5-ї армії. З 23 березня по 3 липня 1920 року — член Військової ради Народно-революційної армії Далекосхідної республіки. Одночасно з березня 1920 року — член Далекосхідного бюро ЦК РКП(б).
До 1921 року — член Сибірського бюро ЦК РКП(б), начальник політичного управління Військ Сибіру.
У 1921 році — відповідальний секретар Рогозько-Симонівського районного комітету РКП(б) міста Москви.
25 квітня 1921 — 16 лютого 1922 року — голова Рогозько-Симонівської районної ради міста Москви.
У 1922—1923 роках — відповідальний інструктор ЦК РКП(б).
У 1924—1926 роках — голова Шкіряного синдикату.
У 1927 році — інструктор, у 1927—1929 роках — інспектор Народного комісаріату робітничо-селянської інспекції СРСР.
З 1929 року — начальник адміністративно-фінансового управління та член колегії Центрального статистичного управління СРСР.
У вересні 1931 — 1934 року — генеральний консул СРСР у місті Кобе (Японія).
У 1934—1955 роках — на відповідальній роботі у планових та контрольних органах.
З 1955 року — персональний пенсіонер у Москві.
Помер у червні 1970 року в Москві. Похований на Новодівичому цвинтарі Москви.